# Paige Davis
Mindy Paige Davis (née le 15 octobre 1969 à Philadelphie, en Pennsylvanie), ou encore Paige Davis, est une actrice américaine mieux connue comme présentatrice de la série de télé-réalité Trading Spaces.

## Trading Spaces
En 2001, Davis devient présentatrice de la série télévisée Trading Spaces sur la chaîne câblée américaine The Learning Channel, remplaçant ainsi Alex McLeod. Cette même année, après son divorce avec Greg Benson, Paige Davis se maria à l'acteur Patrick Page, avec qui elle joua dans La Belle et la Bête. Son mariage fut retransmis dans la série A Wedding Story de la même chaîne de télévision.